# Sushil Kumar Saxena
Sushil Kumar Saxena (Aligarh, 1921) è un filosofo e musicologo indiano.
Ex docente e membro del Tribunale dell'Università di Delhi, è stato l'autore di numerose monografie e articoli nell'ambito dell'estetica e della filosofia dell'arte.
Nel 2007 è stato uno dei 40 Fellow nominati ogni anno dall'accademia nazionale pubblica di belle arti Sangeet Natak Akademi di New Delhi. L'anno successivo, il governo indiano gli ha conferito Padma Bhushan, il terzo più alto riconoscimento civile della nazione, per il suo contributo alla musica del Paese.

## Opere
- Sushil Kumar Saxena, Ever Unto God: Essays on Gandhi and Religion, Indian Council of Philosophical Research, 1988, ISBN 978-81-85292-02-1.
- Sushil Kumar Saxena, Art and Philosophy: Seven Aestheticians, Croce, Dewey, Collingwood, Santayana, Ducasse Langer, Reid, Indian Council of Philosophical Research, 1994, ISBN 978-81-85636-07-8.
- Sushil Kumar Saxena, Hindustani Sangeet and a Philosopher of Art: Music, Rhythm, and Kathak Dance Vis-à-vis Aesthetics of Susanne K. Langer, D.K. Printworld, 2001, ISBN 978-81-246-0180-8.
- Sushil Kumar Saxena, Swinging Syllables Aesthetics of Kathak Dance, Pinnacle Technology, 2006, ISBN 978-1-61820-230-7.
- Sushil Kumar Saxena, Hindustani Music and Aesthetics Today: A Selective Study, Sangeet Natak Akademi, 2009, ISBN 978-81-7871-129-4.
- Sushil Kumar Saxena, Hindustani Music and Aesthetics Today: A Selective Study, Sangeet Natak Akademi, 2009, ISBN 978-81-7871-129-4.
- Sushil Kumar Saxena, Aesthetics: Approaches, Concepts, and Problems, Sangeet Natak Akademi, 2010, ISBN 978-81-246-0555-4.
- Sushil Kumar Saxena, Studies in the Metaphysics of Bradley, Routledge, 2014, ISBN 978-1-317-85202-5.

Le sue letture letture sono state raccolte nel libro Indian Music: Eminent Thinkers on Core Issues ; Discourses by Premlata Sharma, S. K. Saxena and Kapila Vatsyayan.